# Especie centinela

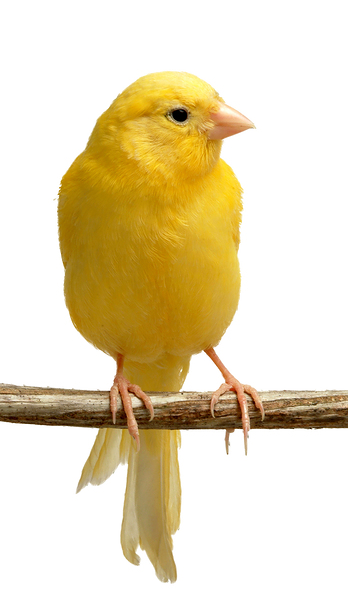
Canario doméstico, usado historicamente para detectar gas en minas de carbón

Una especie centinela es aquella capaz de acumular contaminantes en sus tejidos y ser utilizada para detectar riesgos para los seres humanos al proporcionar alerta anticipada de un peligro. Esto puede deberse a una mayor susceptibilidad o exposición de estas especies al peligro que las propias personas.
Según National Research Council, una buena especie centinela debe:
- Ofrecer respuesta al agente o grupo de agentes estudiados.

- Habitar en un territorio o rango de influencia que abarque el área de monitorización.

- Ser fácilmente censada y capturada.

- Existir un tamaño de población suficiente y una densidad adecuada.

## Historia
El uso de animales como centinela para evaluar el grado de contaminación ya tenía lugar en la época de los romanos, donde los mineros del carbón sabían que las aves eran más sensibles que los mamíferos al monóxido de carbono, por lo que se solían utilizar como alerta de un riesgo inminente. De hecho, la Oficina de Minas de EE.UU (enlace roto disponible en Internet Archive; véase el historial, la primera versión y la última). recomendaba utilizar canarios para este propósito.

## Desarrollo
Las especies centinela, formadas por animales, plantas, u otros organismos,  permiten correlacionar el grado de contaminantes presentes en sus tejidos con los del medio ambiente, pudiéndose extrapolar la biodisponibilidad de estos contaminantes con la presente en otros animales expuestos a la fuente de contaminación, como pueden ser los seres humanos.
Por lo general, se encuentran mayores concentraciones de contaminantes en los organismos evaluados que en el medio, debido a su capacidad de bioacumulación a lo largo de la cadena trófica y sobre todo en los animales que se encuentran en lo alto de ésta. Ejemplo característico de buenas especies centinela son las aves rapaces y, en especial, el Búho real en el sureste de España, ya que es un excelente indicador de la calidad ambiental.
Uno de los retos fundamentales de la toxicología ambiental es relacionar la presencia de una sustancia química en el ambiente con una predicción válida del consiguiente peligro para los posibles receptores biológicos. Las consecuencias nocivas para la salud comienzan con la exposición de un contaminante y pueden evolucionar hacia un deterioro o alteración de la función de una organela, célula o tejido. Los métodos que utilizan biomarcadores obtienen una determinación directa de los efectos tóxicos en las especies afectadas.

### Especie centinela vs grupo centinela
En un estudio toxicológico no se debe confundir la especie centinela con el grupo centinela, siendo este último un grupo de animales adicionales, tratado con alguna sustancia, que se mantiene durante un mayor intervalo de tiempo, para estudiar la regresión de las lesiones en caso de presentarse.
Como ejemplo de publicación científica donde se muestra el uso de grupo centinela, se encuentra “Toxicidad aguda oral y subcrónica en ratas de un extracto acuoso liofilizado de Ocimum tenuiflorum L”